# 鲁北运河
鲁北运河是京杭大运河在山东省的黄河以北、漳卫河以南的河段。即大运河聊城段。南起黄河，北至临清。全长97.5公里，现为全国重点文物保护单位，列入世界遗产名录。

## 历史
黄河北岸“会通河”旧河道起始于今河南省台前县夹河乡的黄河北堤，经张秋古镇荆门上闸、下闸，阿城上闸下闸、七级北流至聊城市区，再北流至魏湾镇转向西北在临清汇入卫运河。咸丰时1855年黄河改道，大量的泥沙冲进山东境内的大运河里，造成运河淤塞，此时清政府内忧外困，无力顾暇运河的疏浚。从此鲁北运河逐渐失去了通航能力，海运逐步取代漕运成为南北物流运输主要通道。1880年，黄河决孙家码头，沙湾北至张秋南坝头外淤为平地，一时间漕运不通；次年，清廷决定自张秋南开挖新河道，从此运河不再流经沙湾。光绪27年（1901年），因黄河决口北移冲撞大运河，致黄河以北旧运河的航运废止。
1955年实地勘察，京杭大运河的原鲁北河段淤塞，鲁北运河（即“会通河”旧河道，也称“小运河”）已名存实亡。1958年在旧运河的西侧另选新线，长104公里，称位临运河（地图上改标为京杭大运河），南起位山，北至阿城入旧运河。
1958年5月1日，在东阿县关山乡位山村开始建设黄河位山枢纽，是第二个五年计划家重点水利工程项目。
1960年2月开始建设位临运河，新开挖一条从位山至临清的河道。具体走向是，从位山至聊城的周店，利用旧河道，周店向西沿聊城阳谷县界至聊城王堤口与徒骇河相交后折向西北，在王铺与马颊河相交后再向西北，到临清尚店转向北，在邱屯与运河相交后继续向北，到临清东北与沙河故道相交，再向北入卫运河，河深4.5米，河底宽40米。位临运河建设指挥部设在堂邑，调动聊城、阳谷、冠县、临清等县市民工62000人。但因为经济紧张，农民口粮供应困难，这项工程被迫停止施工，开挖了周店至尚店76公里渠道，临清段尚有9公里未挖通。
1962年3月主管农林水的国务院副总理谭震林在范县召开冀、鲁、豫三省负责人会议，鉴于引黄灌溉的教训，决定自本月份起，位山灌区关闸停灌，废渠还耕。
1965年聊城地区干旱，地下水严重不足，群众要求恢复引黄。1966年11月，国家水电部批复山东省委及黄委。1970年位临运河改为位山引黄三干渠（位临干渠）。1972年从东阿县位山引黄河水，流经阳谷县、聊城县、冠县，至临清入卫运河，全长110公里，设计流量69立方米/秒，灌溉面积156.5万亩。1981年，国务院把位山引黄三干渠列为引黄济津工程。1982年1月正式向天津送水。
2017年6月，国家发改委下文，要求运河沿线各省上报大运河改造治理规划。交通运输部委托开展研究工作，2018年到山东、河北等地现场勘查。2019年2月，中央发布《大运河文化保护传承利用规划纲要》。2019年5月，河南省委常委、常务副省长黄强就京杭大运河台前段开挖复航及穿黄河线路问题进行调研，指出立即设计穿黄方案，务必使大运河复航走台前故道。台前段大运河故道长8.5km，隔黄河与南岸的山东省东平县戴庙乡十里铺村对接，流经台前县夹河乡的林坝、姜庄、田湾、孙堤、沈堤、沙湾、大坝、前夹河、后夹河、八里庙和吴坝镇的堤头、董庄等10多个村庄，是京杭大运河途经河南省的唯一河道。有元明清运河故道、堤坝闸桥、衙祠庙碑、徐有贞敕修河道功完之碑、皇帝祭文碑、重修大河神祠碑等文物遗存。2012年大运河申遗时，北邻阳谷县张秋古闸群（荆门上闸、荆门下闸）均列入世界遗产名录；而台前县因认识不高，沙湾运河遗迹群没有纳入世界遗产名录，成为无法补救的遗憾。
张秋镇南的金堤河通过涵闸向小运河（即大运河故道）年供水1至2千万立方米。即“以金补运”。金堤河道设计流量740立方米每秒，目前每年水量1亿多立方米，入黄河5至6千万立方米。